# 日本紙通商
日本紙通商株式会社（にっぽんかみつうしょう、英: NP Trading Co., Ltd.） は、日本製紙グループの卸売業者である。グループの代理店（一次卸）として紙・パルプや古紙の他、製紙用化学製品・諸機械、フイルム貼合品・加工品、化成品、建材など、紙関連製品の販売を行っている。

## 主要事業所
- 本社
  - 東京都千代田区神田駿河台四丁目6番地
- 支社
  - 札幌支社 - 北海道札幌市中央区北2条西4丁目1番地
  - 中部支社 - 愛知県名古屋市中区錦1丁目10番1号
  - 関西支社 - 大阪府大阪市中央区備後町2-1-8
  - 中国支社 - 山口県岩国市山手町1-16-10
  - 九州支社 - 福岡県福岡市中央区天神1-4-2
- 営業所
  - 勇払営業所 - 北海道苫小牧市勇払143
  - 宮城営業所 - 宮城県石巻市南光町2-2-1
  - 静岡営業所 - 静岡県富士市日乃出町165-1
  - 八代営業所 - 熊本県八代市十条町1-1

## 沿革
- 1979年（昭和54年）7月11日 - 十條商事株式会社設立。
- 2004年（平成16年）4月1日 - サンミック千代田株式会社と合併、サンミック商事株式会社に社名変更。
- 2006年（平成18年）4月1日 - コミネ日昭株式会社（1926年5月設立）と合併、日本紙通商株式会社に社名変更。
- 2007年（平成19年）10月1日 - 株式会社マンツネ（1869年創業）と合併。
- 2009年（平成21年）5月7日 - 本社事務所を千代田区一ツ橋に移転。
- 2013年（平成25年）3月25日 - 本社事務所を千代田区神田駿河台に移転。

## 主な子会社
- わかば紙商事株式会社
- 東京資源株式会社
- 中央流通株式会社
- 株式会社マンツネパッケージ
- 星光社印刷株式会社
- ニュートランスポート株式会社

## 過去にあった関係企業
- 株式会社トモエ（2009年5月1日株式会社共同紙販ホールディングスへ事業譲渡）
- 開成ナプキン株式会社（日本紙通商が事業継承）
- 日パ興産株式会社
- ジーシー千代田株式会社
- 株式会社にしきしんばし
- はが紙販株式会社
- 福原紙業株式会社
- 東京事務用品株式会社

## 不祥事

### 独占禁止法違反
2024年3月14日、独立行政法人国立印刷局が発注した官報用紙の入札で談合を行ったとして、公正取引委員会は独占禁止法違反（不当な取引制限）で、日本紙通商に856万円、KPPグループホールディングスに784万円の課徴金納付を命じた。日本紙通商と、KPPグループホールディングスから紙卸売業を継承した国際紙パルプ商事に排除措置命令も出した。日本紙パルプ商事は課徴金減免制度に基づき違反を自主申告し、処分を免れた。